# Haplomacrourus nudirostris
Haplomacrourus nudirostris är en fiskart som beskrevs av Trunov, 1980. Haplomacrourus nudirostris ingår i släktet Haplomacrourus och familjen skolästfiskar. Inga underarter finns listade i Catalogue of Life.